# Ізраїль на зимових Олімпійських іграх 2006
Ізраїль на зимових Олімпійських іграх 2006 року, які проходили в італійському місті Турин був представлений 5 спортсменами (3 чоловіками та 2 жінками) у 2 видах спорту (гірськолижний спорт та фігурне катання). Прапороносцем на церемоніях відкриття та закриття Олімпійських ігор була фігуристка Галіт Хаїт.
Ізраїль вчетверте взяв участь у зимових Олімпійських іграх. Ізраїльські спортсмени не завоювали жодної медалі.

## Усі результати

### Гірськолижний спорт
| Спортсмен      | Дисципліна         | Спуск 1 | Спуск 2 | Разом   | Місце |
| -------------- | ------------------ | ------- | ------- | ------- | ----- |
| Михайло Ренжин | гігантський слалом | 1:28.97 | 1:31.44 | 3:00.41 | 32    |
| Михайло Ренжин | слалом             | 1:01.83 | 58.90   | 2:00.73 | 37    |

### Фігурне катання
| Дисципліна     | Спортсмени                          | CD    | CD    | OD    | OD    | FD    | FD    | Разом  | Разом |
| Дисципліна     | Спортсмени                          | Бали  | Місце | Бали  | Місце | Бали  | Місце | Бали   | Місце |
| -------------- | ----------------------------------- | ----- | ----- | ----- | ----- | ----- | ----- | ------ | ----- |
| Танці на льоді | Галіт Хаїт Сергій Сахновський       | 31.07 | 13    | 55.65 | 6     | 94.44 | 7     | 181.16 | 8     |
| Танці на льоді | Олександра Зарецька Роман Зарецький | 23.51 | 24    | 41.21 | 23    | 71.08 | 20    | 135.80 | 22    |